# Bernhard Schlegel
Bernhard Schlegel (* 25. März 1913 in Berlin-Südende; † 24. Dezember 1987 in Wiesbaden) war ein deutscher Internist.

## Leben
Bernhard Schlegel erlangte 1931 in Berlin das Abitur. Anschließend studierte er an den Universitäten Berlin und Bonn, dann wieder Berlin und zuletzt Marburg Medizin. 1932 wurde er Mitglied des Corps Normannia Berlin. Noch im gleichen Jahr schloss er sich dem Corps Rhenania Bonn an. 1936 legte er das Staatsexamen ab. 1937 wurde er zum Dr. med. promoviert. Am Zweiten Weltkrieg nahm er als Stabsarzt der Reserve teil. Bis 1958 war er wissenschaftlich an der Universität Marburg tätig, an der er sich habilitierte und 1953 zum außerordentlichen Professor für Innere Medizin ernannt wurde.
Schlegel wurde 1959 zum Chefarzt der Medizinischen Klinik I der Städtischen Krankenanstalten Wiesbaden berufen. Seit 1966 war er auch Direktor der Städtischen Krankenanstalten Wiesbaden. Von 1960 bis 1984 war er Ständiger Schriftführer der Deutschen Gesellschaft für Innere Medizin. In dieser Funktion betreute er die jährlichen Internisten-Kongresse in Wiesbaden und war der Herausgeber der Verhandlungen der Deutschen Gesellschaft für Innere Medizin über die jährlichen Kongresse von 1961 bis 1984. Er war Mitglied des wissenschaftlichen Beirats der Deutschen Gesellschaft für Rheumatologie.

## Auszeichnungen
- Ehrenmitglied der Deutschen Gesellschaft für Innere Medizin, 1983[3]
- Günther-Budelmann-Medaille, 1986[4]
- Bürgermedaille der Stadt Wiesbaden in Silber und Gold
- Ehrenplakette der Landesärztekammer Hessen
- Bundesverdienstkreuz 1. Klasse, 1985
- Kriegsverdienstkreuz 2. Klasse

## Schriften
- Über die Brauchbarkeit künstlicher Diätsalze und anderer Hilfsmittel zur Bereitung salzloser Kostformen, 1937
- Der Urin-Konzentrationsversuch unter dem Einfluss verschiedener Pharmaca, 1944
- Ein Beitrag zur Frage der Anpassungsfähigkeit der Erythrocyten gegenüber gesteigerten Abbauvorgängen im eigenen krankhaften Milieu. In: Klinische Wochenschrift, 30. Jahrgang, 1952, S. 178 f. (Zusammen mit H. Böttner)
- Zur Hämolysebereitschaft des alternden Erythrocyten. In: Medizinische Klinik, 47. Jahrgang, 1952, S. 804–806 (Zusammen mit H. Böttner und K. Dumke)
- Die Lebensdauer übertragener Erythrocyten bei Kranken mit Tuberkulose. In: Beiträge zur Klinik der Tuberkulose und spezifischen Tuberkulose-Forschung, Heft 111, 1954, S. 155–157 (Zusammen mit H. Böttner)
- Katamnestische Untersuchungen zur primär-chronischen Polyarthritis, 1968 (Zusammen mit S. Hoch)
- Leber, Galle und ihre Erkrankungen, 1969
- Die Fettleibigkeit und ihre Folgen, 1969 (Zusammen mit Hans Hölken)